# Sophie Matisse
Pour les articles homonymes, voir Matisse (homonymie).
Sophie Matisse est une artiste-peintre américaine, née en 1965 à Boston,.

## Vie personnelle
Elle est la fille du sculpteur Paul Matisse, petite-fille du marchand d'art Pierre Matisse et arrière-petite-fille du peintre français Henri Matisse. Son deuxième grand-père par alliance, est Marcel Duchamp, l'inventeur du ready-made, qui avait épousé sa grand-mère Teeny en secondes noces,,.
Toute jeune, elle tint des carnets visuels. Elle suivit ses études aux Beaux-Arts à Paris, où elle a connu une vie de bohème. À cette époque, elle rencontra le peintre Alain Jacquet avec qui elle eut sa fille Gaïa en 1993,.

## Carrière
Elle commence sa carrière en 1996 avec une série intitulée Be Back in Five Minutes (De retour dans cinq minutes) ou elle approprie des chefs-d'œuvre de l'histoire de l'art dont elle gomme les personnages. Elle travailla sur le thème de La Joconde de Léonard de Vinci, des Ménines de Diego Vélasquez et aussi d'autres œuvres de Johannes Vermeer, de Paul Gauguin, de Claude Monet et d'Edgar Degas ou dans le cas du célèbre tableau de son arrière-grand-père, elle faisait seulement disparaître les poissons rouges et le bocal est vide, ce sont des Missing People Paintings (Tableaux sans personnages).
Bien qu'elle ait déjà participé à des expositions de groupe à New York et ailleurs, la première exposition personnelle de Matisse a ouvert ses portes en janvier 2002, à la galerie Francis Naumann Fine Art. C'était la première exposition d'art contemporain de la galerie. La Mona Lisa de Matisse a été présentée dans cette première exposition avec plus de vingt autres peintures de l'artiste.
En 2003, Matisse a ajouté Guernica de Pablo Picasso au nombre de tableaux qu'elle a réinterprétés. Cette fois, Matisse a choisi de "coloriser" le "testament anti-guerre" monochromatique de Picasso - une peinture à laquelle elle n'avait jamais été "face à face".
En 2004 elle a commencé une nouvelle série de peintures qui a culminé avec sa troisième exposition personnelle, les Zebra Stripe Paintings, débutant à New York dans les derniers mois de 2005. Des zébrures noires et blanches viennent lacérer la toile comme une affiche, mais laissent apparaître des éléments de tableaux célèbres comme un tableau de Dominique Ingres ou un autre de son arrière-grand-père Henri Matisse.
En 2017, son travail est exposé au Musee d'art de Montclair, New Jersey dans le cadre d'une exposition sur l'influence de Matisse sur les artistes américains.
Sophie Matisse est représentée par la galerie Baahng.

## Collections publiques
Son travail fait partie des collections publiques du Whitney Museum of American Art, du Flint Institute of Art, du Montclair Art Museum et du Francis Young Tang Teaching Museum.

## Œuvres
- The Monna Lisa (1997) photo
- The Goldfish (1998) photo
- Young Woman Holding a Water Pitcher (1998) photo
- The Dance Lesson (1999) photo
- Woman with a Pearl Necklace (1999) photo
- The Art of Painting (1999) photo
- John Boglin in a Single Skull (2000) photo
- Absinthe (2001) photo
- Las Meninas (2001) photo
- American Gothic (2001) photo
- Absinthe (2001) photo
- Nighthawks (2001) photo
- The Staircase Group (2001) photo
- The Conversation (2001) photo
- Origin of the World (2003) photo
- Final Guernica (2003) photo
- Lions Den (2005) photo
- Blue Nude (2005) photo